# The Haunting in Connecticut
The Haunting in Connecticut (bra: Evocando Espíritos; prt: O Mensageiro dos Espíritos) é um filme de terror sobrenatural de 2009 dirigido por Peter Cornwell. É estrelado por Virginia Madsen, Kyle Gallner, Martin Donovan, Amanda Crew e Elias Koteas. A trama segue os Campbells enquanto eles se mudam para uma casa (um antigo necrotério) para mitigar as tensões da viagem de seu filho com câncer, Matt. A família logo é assombrada por eventos violentos e traumáticos de forças sobrenaturais que ocupam a casa. O filme seria sobre Carmen Snedeker e sua família, embora Ray Garton, autor de In a Dark Place: The Story of a True Haunting (1992), tenha se distanciado publicamente da precisão dos eventos que descreveu no livro.
Embora o filme tenha tido um sucesso moderado de bilheteria, arrecadando US$ 77.527.732, recebeu muitas críticas negativas. Em 2010, a Gold Circle Films anunciou a produção de uma sequência independente e com personagens únicos, intitulada The Haunting in Connecticut 2: Ghosts of Georgia.

## Premissa
Quando Matt (Kyle Gallner), filho de Sara (Virginia Madsen) e Peter Campbell (Martin Donovan), é diagnosticado com câncer, toda a família precisa se mudar para um local mais próximo da clínica onde realizará seu tratamento. Aos poucos, Matt apresenta sintomas estranhos, tendo uma súbita mudança de comportamento. Ao pesquisar o passado da nova casa, Sara e Peter descobrem que ela fora um centro de pesquisas que procurava algo além do que o simples contato com espíritos.

## Elenco
- Virginia Madsen como Sara Campbell
- Kyle Gallner como Matt Campbell
- Elias Koteas como Reverendo Nicholas Popescu
- Amanda Crew como Wendy Campbell
- Martin Donovan como Peter Campbell
- Sophi Knight como Mary Campbell
- Ty Wood como Billy Campbell
- Erik J. Berg como Jonah
- John Bluethner como Ramsey Aickman
- D.W. Brown como Dr. Brooks
- John B. Lowe como Sr. Sinclair
- Adriana O'Neil como Enfermeira de quimioterapia
- Will Woytowich como Policial
- James Durham como Companheiro de cela de Matt
- Darren Ross como Paramédico #1
- Sarah Constible como Paramédico #2
- Nicholas Podbrey como Cadáver gravado com herói dos anos 1920
- Jeny Cassady como Cadáver gravado com herói dos anos 1920 #2
- Blake Taylor como Pessoa de 1920 #1
- Keith James como Pessoa de 1920 #2
- Kelly Wolfman como Pessoa de 1920 #3
- Jessica Burleson como Pessoa de 1920 #4
- Matt Kippen como Cara viciado

## Produção

### Seleção do elenco
Virginia Madsen foi escalada para o filme em maio de 2007. Em setembro de 2007, o The Hollywood Reporter anunciou a adição de Kyle Gallner, Martin Donovan e Elias Koteas ao elenco.

### Filmagens
As filmagens começaram em 10 de setembro de 2007, em Teulon e Winnipeg, Canadá, e terminaram em 16 de dezembro de 2007.

## Lançamento

### Mídia doméstica
Nos Estados Unidos, The Haunting in Connecticut estreou em número um nas paradas de DVD e Blu-ray com 1,5 milhão de unidades vendidas. O Rentrak relatou que o lançamento do DVD de The Haunting in Connecticut foi o número 1 em vendas no fim de semana de 19 de julho de 2009.
A versão estendida do DVD inclui comentários do diretor Peter Cornwell, do coroteirista Adam Simon, do produtor Andrew Trapani e do editor Tom Elkins, uma segunda leva de comentários com o diretor e os atores Virginia Madsen e Kyle Gallner, cenas deletadas, making-of ("Two Dead Boys: Making of The Haunting in Connecticut", "The Fear is Real: Re-Investigating the Haunting", "Memento Mori: The History of Post Mortem Photography", "Anatomy of a Haunting") e uma cópia digital do filme.
O material da versão em DVD foi produzido e dirigido por Daniel Farrands, que também atuou como produtor do filme. "Anatomy of a Haunting" contou com comentários dos pesquisadores parapsicológicos Dr. Barry E. Taff e Jack Rourke. O lançamento em DVD do filme recebeu o prêmio de Melhor História de Fantasma na Reaper Awards de 2009 da Home Media Magazine, realizada em Los Angeles, em outubro de 2009.

## Recepção

### Bilheteria
Na América do Norte, o filme estreou em segundo lugar (atrás de Monsters vs. Aliens), com uma média de US$ 8.420 em 2.732 cinemas. Seu faturamento final na América do Norte foi de US$ 55.389.516, e arrecadou mais US$ 22.138.216 internacionalmente, totalizando US$ 77.527.732 em todo o mundo.

### Resposta da crítica
No site agregador de críticas Rotten Tomatoes, 17% das 105 críticas são positivas, com uma classificação média de 4,3/10. O consenso do site diz: "Embora apresente alguns sustos e uma atmosfera assustadora, The Haunting in Connecticut, em última análise, se baseia muito em clichês de terror familiares para atingir seus objetivos." O Metacritic, que usa uma média ponderada, atribuiu ao filme uma pontuação de 33 em 100, com base em 23 críticos, indicando críticas "geralmente desfavoráveis". O público pesquisado pelo CinemaScore deu ao filme uma nota média de "B−" em uma escala de A+ a F.
Embora o filme tenha sido criticado principalmente por usar clichês de terror e táticas de "jump scare", certos aspectos do filme foram elogiados por muitos críticos, especialmente a atuação: com destaque para Gallner e Madsen. O crítico de cinema Roger Ebert disse que o filme "é um filme de terror tecnicamente competente e bem atuado", embora tenha dado apenas duas estrelas.

## Sequência
Uma sequência intitulada The Haunting in Connecticut 2: Ghosts of Georgia foi produzida pela Gold Circle Films, dirigida por Tom Elkins e roteirizada por David Coggeshall. Foi lançada em uma exibição teatral limitada, e através de vídeo sob demanda, em 1º de fevereiro de 2013.